# L'isola delle vergini
L'isola delle vergini (Island of Lost Women) è un film del 1959 diretto da Frank Tuttle.

## Trama
Mark Bradley, giornalista, si dirige verso l'Australia con un aereo pilotato da Joe Walker. Per un'avaria al motore, l'aereo tenta un atterraggio di fortuna in una sconosciuta isola del Pacifico. Nell'isola abita il dottor Lujan con le sue tre figlie, Venere, Urania e Mercuria. Mark riconosce nel dottore uno scienziato atomico scomparso nel nulla quindici anni prima e vorrebbe pubblicare la notizia del suo ritrovamento, ma Lujan si oppone: ha deciso di andare a vivere sull'isola perché sfiduciato verso la società civile, avviata secondo lui verso l'autodistruzione.
L'arrivo dei due sconosciuti provoca una viva curiosità nelle tre ragazze, ma lo scienziato con un lanciafiamme distrugge il velivolo e li ammonisce: potranno circolare liberamente nell'isola ma non potranno più tornare in terraferma. 
Con la complicità di Venere e Mercuria, Mark costruisce una zattera per poter fuggire, ma Urania rivela al padre il progetto di fuga. Lo scienziato fa prigioniero Joe e lo rinchiude nel suo laboratorio mentre Urania cerca di sottrargli il lanciafiamme perché teme le intenzioni di suo padre. Nel tentativo di impossessarsene di nuovo, Lujan appicca il fuoco alla porta del laboratorio. Mark e Joe fanno appena in tempo a salvarlo e a mettersi in riparo con le tre ragazze, per evitare le conseguenze di una esplosione atomica che di lì a poco distrugge l'isola, ma che viene registrata in Australia. Di qui viene inviato un aereo sul posto, che recupera gli abitanti dell'isola e li riporta alla civiltà.